# Палчин
Палчин (пол. Pałczyn, нім. Pfalzhof) — село в Польщі, у гміні Мілослав Вжесінського повіту Великопольського воєводства.
Населення — 295 осіб (2011).
У 1975-1998 роках село належало до Познанського воєводства.

## Демографія
Демографічна структура станом на 31 березня 2011 року:
|          | Загалом | Допрацездатний вік | Працездатний вік | Постпрацездатний вік |
| -------- | ------- | ------------------ | ---------------- | -------------------- |
| Чоловіки | 139     | 27                 | 102              | 10                   |
| Жінки    | 156     | 32                 | 99               | 25                   |
| Разом    | 295     | 59                 | 201              | 35                   |